# Västerstads kyrka
Västerstads kyrka är en kyrkobyggnad i Västerstads kyrkby i Hörby kommun. Den tillhör Hörby församling i Lunds stift.

## Kyrkobyggnaden
Västerstads gamla kyrka uppfördes på 1100- eller 1200-talet. Den är numera ruin och ligger invid Västerstads herrgård, omgiven av den gamla kyrkogården. När den nya kyrkan tagits i bruk fick den gamla kyrkan förfalla. Kyrkoruinen används till friluftsgudstjänster och har restaurerats 1934 samt 1951–1952.
En halv kilometer västerut uppfördes nuvarande kyrka 1877-1878 efter ritningar av arkitekt Peter Christian Sörensen. Kyrkan är byggd i nygotisk stil och består av långhus med smalare kor i öster och torn i väster. Korsarmar sträcker sig ut från långhusets södra och norra sidor.

## Inventarier
- Dopfunten av huggen sandsten fanns i gamla kyrkan och har förts över till nuvarande kyrka.
- Ett sockentyg från 1600-talet har förts över till nuvarande kyrka.
- Ljuskronor, mässkrudar, en brudkrona, dopskål, vaser och en kormatta är gåvor till nya kyrkan från församlingsbor.

### Orgel
- 1902 byggde Johannes Magnusson, Göteborg en orgel.
- 1963 byggde Tostareds Kyrkorgelfabrik, Tostared en orgel med 4 stämmor. Den såldes 1973 till Äspö kyrka.
- Den nuvarande orgeln byggdes 1971 av A. Mårtenssons Orgelfabrik AB, Lund och är en mekanisk orgel. Fasaden är från 1902 års orgel.

| Huvudverk I     | Svällverk II      | Pedal        | Koppel |
| Principal 8'    | Gedackt 8´        | Subbas 16´   | I/P    |
| Rörflöjt 8'     | Rörflöjt 4'       | Octavbas 8'  | II/P   |
| Octava 4'       | Principal 2'      | Gedackt 8'   | II/I   |
| Gedacktflöjt 4' | Nasat 1 1/3'      | Nachthorn 4' |        |
| Waldflöjt 2'    | Scharf 2 chor     | Fagott 16'   |        |
| Mixtur 4 chor   | Dulcian 8'        |              |        |
| Trumpet 8'      | Tremulant         |              |        |
|                 | Crescendosvällare |              |        |

## Referenser

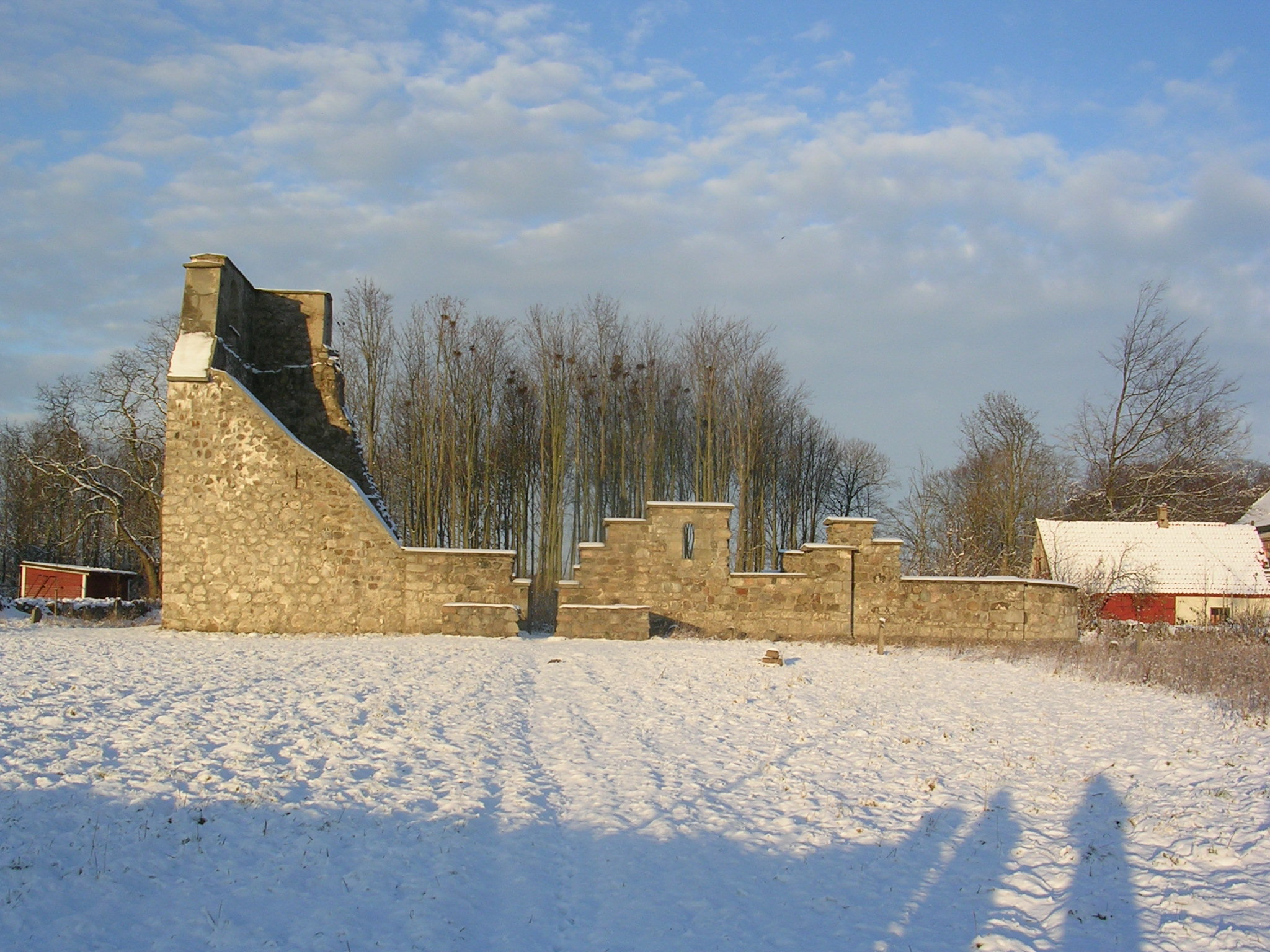
Västerstads kyrkoruin i snö